# Mezraa, Doğanyol
Mezraa là một xã thuộc huyện Doğanyol, tỉnh Malatya, Thổ Nhĩ Kỳ. Dân số thời điểm năm 2011 là 54 người.